# La Chapelle-aux-Naux
La Chapelle-aux-Naux és un municipi francès, situat al departament de l'Indre i Loira i a la regió de Centre – Vall del Loira. L'any 2007 tenia 526 habitants.

## Demografia

### Població
El 2007 la població de fet de La Chapelle-aux-Naux era de 526 persones. Hi havia 211 famílies, de les quals 48 eren unipersonals (20 homes vivint sols i 28 dones vivint soles), 87 parelles sense fills, 72 parelles amb fills i 4 famílies monoparentals amb fills.
La població ha evolucionat segons el següent gràfic:
Habitants censats

### Habitatges
El 2007 hi havia 265 habitatges, 213 eren l'habitatge principal de la família, 37 eren segones residències i 15 estaven desocupats. 259 eren cases i 4 eren apartaments. Dels 213 habitatges principals, 189 estaven ocupats pels seus propietaris, 23 estaven llogats i ocupats pels llogaters i 1 estava cedit a títol gratuït; 1 tenia una cambra, 14 en tenien dues, 45 en tenien tres, 58 en tenien quatre i 95 en tenien cinc o més. 156 habitatges disposaven pel capbaix d'una plaça de pàrquing. A 79 habitatges hi havia un automòbil i a 116 n'hi havia dos o més.

### Piràmide de població
La piràmide de població per edats i sexe el 2009 era:
| Homes | Edats   | Dones |
| ----- | ------- | ----- |
| 0     | 95 o +  | 0     |
| 0     | 90 a 94 | 0     |
| 8     | 85 a 89 | 4     |
| 0     | 80 a 84 | 12    |
| 8     | 75 a 79 | 12    |
| 16    | 70 a 74 | 12    |
| 4     | 65 a 69 | 4     |
| 24    | 60 a 64 | 16    |
| 12    | 55 a 59 | 28    |
| 24    | 50 a 54 | 12    |
| 12    | 45 a 49 | 20    |
| 28    | 40 a 44 | 20    |
| 24    | 35 a 39 | 32    |
| 4     | 30 a 34 | 8     |
| 4     | 25 a 29 | 0     |
| 12    | 20 a 24 | 8     |
| 16    | 15 a 19 | 8     |
| 12    | 10 a 14 | 24    |
| 8     | 5 a 9   | 16    |
| 16    | 0 a 4   | 8     |

## Economia
El 2007 la població en edat de treballar era de 336 persones, 252 eren actives i 84 eren inactives. De les 252 persones actives 238 estaven ocupades (133 homes i 105 dones) i 14 estaven aturades (3 homes i 11 dones). De les 84 persones inactives 36 estaven jubilades, 29 estaven estudiant i 19 estaven classificades com a «altres inactius».

### Ingressos
El 2009 a La Chapelle-aux-Naux hi havia 219 unitats fiscals que integraven 548 persones, la mediana anual d'ingressos fiscals per persona era de 17.011 €.

### Activitats econòmiques
Dels 11 establiments que hi havia el 2007, 2 eren d'empreses de construcció, 3 d'empreses de comerç i reparació d'automòbils, 1 d'una empresa de transport, 2 d'empreses d'hostatgeria i restauració, 1 d'una empresa immobiliària, 1 d'una empresa de serveis i 1 d'una empresa classificada com a «altres activitats de serveis».
Dels 3 establiments de servei als particulars que hi havia el 2009, 1 era una lampisteria, 1 veterinari i 1 restaurant.
L'any 2000 a La Chapelle-aux-Naux hi havia 13 explotacions agrícoles que ocupaven un total de 203 hectàrees.

## Equipaments sanitaris i escolars
El 2009 hi havia una escola elemental integrada dins d'un grup escolar amb les comunes properes formant una escola dispersa.

## Poblacions properes
El següent diagrama mostra les poblacions més properes.